# Europäisches Fürsorgeabkommen

Unterzeichner- und Ratifizierungsstaaten des Europäischen Fürsorgeabkommens

Das Europäische Fürsorgeabkommen (EFA), als Vertrag mit der SEV-Nr. 014 von den Mitgliedern des Europarates am 11. Dezember 1953 in Paris unterzeichnet, trifft eine Regelung für den Bezug von Fürsorgeleistungen von Staatsangehörigen, die sich rechtmäßig im Gebiet eines anderen Unterzeichnerstaates aufhalten. Die unterzeichnenden Staaten verpflichten sich, in gleicher Weise und unter den gleichen Bedingungen wie den eigenen Staatsangehörigen Fürsorgeleistungen zu gewähren, die in der jeweils geltenden Gesetzgebung vorgesehen sind.

## Inhalt
Dem Abkommen liegen zwei Prinzipien zugrunde: Erstens die Gleichbehandlung der Bürger der Unterzeichnerstaaten in Bezug auf soziale und medizinische Unterstützung, und zweitens der Grundsatz, dass kein Bürger der Unterzeichnerstaaten nur wegen sozialer oder medizinischer Hilfsbedürftigkeit abgeschoben oder außer Landes gebracht werden darf (Grundsatz der Nicht-Repatriierung).
Die Gleichbehandlung setzt voraus, dass sich der Betreffende rechtmäßig in einem Unterzeichnerstaat aufhält. Eine Mindestaufenthaltsdauer ist ausdrücklich nicht vorgesehen.
Beim Grundsatz der Nicht-Repatriierung sind Ausnahmen vorgesehen, etwa wenn ein Mindestaufenthalt von fünf Jahren, bzw. von 10 Jahren bei Personen über 55 Jahren, nicht vorliegt.

## Unterzeichnung und Ratifikation
Das EFA wurde bisher von 18 Staaten des Europarates unterzeichnet und ratifiziert. Diese Staaten sind: Belgien, Dänemark (ohne die Färöer und Grönland), Deutschland, Estland, Frankreich, Griechenland, Irland, Island, Italien, Luxemburg, Malta, die Niederlande, Norwegen, Portugal, Schweden, Spanien, die Türkei und das Vereinigte Königreich (Stand Januar 2018). Dies sind alle Staaten, die bereits vor dem Jahr 2004 der Europäischen Union angehört haben, außer Österreich und Finnland, sowie zusätzlich Estland, Malta, die Türkei, Island und Norwegen.

## Vorbehalte und Umsetzung in einzelnen Staaten
Einige der Unterzeichnerstaaten haben Vorbehalte zum Abkommen erklärt und sich so bestimmte Rechte vorbehalten. Einige Beispiele sind im Folgenden angegeben (keine vollständige Liste).

### Deutschland

#### Sozialhilfe
Für den Bezug von Sozialhilfe in Deutschland bedeutet dies, dass rechtmäßig in Deutschland lebende Ausländer aus einem Staat, der dieses Abkommen unterzeichnet hat, Deutschen sozialrechtlich gleichgestellt sind.
Deutschland und Österreich schlossen 1966 das bilaterale Abkommen zwischen der Bundesrepublik Deutschland und der Republik Österreich über Fürsorge und Jugendwohlfahrtspflege.

#### Grundsicherung für Arbeitsuchende
Die Voraussetzungen des Gleichbehandlungsanspruchs nach Art. 1 EFA liegen auch für das Arbeitslosengeld II vor. Bei den Leistungen zum Lebensunterhalt nach dem Zweiten Buch Sozialgesetzbuch handelt es sich nach der Rechtsprechung des Bundessozialgerichts (BSG) um Fürsorgeleistungen im Sinne des EFA. Laut diesem Urteil des BSG müssen, so Der Paritätische, aufgrund von Artikel 1 des EFA das Arbeitslosengeld II sowie die Hilfe zum Lebensunterhalt nach dem SGB XII auch den Bürgern der Unterzeichnerstaaten des EFA gewährt werden – selbst wenn sie sich nur zum Zweck der Arbeitssuche oder innerhalb der ersten drei Monate in Deutschland aufhalten.
Im Dezember 2011 hat die Bundesregierung gestützt auf Art. 16 Buchstabe b) EFA einen Vorbehalt für das SGB II erklärt. Danach soll die Anwendbarkeit des EFA auf Personen, die Staatsangehörige der anderen Vertragschließenden sind und die in Deutschland Leistungen zur Grundsicherung für Arbeitsuchende nachsuchen, nicht mehr möglich sein. Der Vorbehalt ist am 19. Dezember 2011 in Kraft getreten. Zweck des Vorbehalts ist es, die Zuwanderung von EU-Bürgern aus südeuropäischen Ländern, in denen es im Zuge der Finanzkrise ab 2007 – insbesondere der Eurokrise – eine sehr hohe Arbeitslosenquote gibt, und damit eine „Einwanderung in die Sozialsysteme“ zu unterbinden.
Ein Gutachten des Wissenschaftlichen Dienstes des Deutschen Bundestags kam zu dem Ergebnis, dass ein Vorbehalt gegen die neue Rechtslage nicht wirksam möglich sei. Weder das SGB II noch die Rechtsprechung des Bundessozialgerichts seien ein „neues Gesetz“ im Sinne des Abkommens, gegen das ein solcher Vorbehalt ausgesprochen werden könne. Gestützt auf dieses Gutachten hat das Landessozialgericht Berlin-Brandenburg im Mai 2012 in einem Beschluss im einstweiligen Rechtsschutzverfahren entschieden, dass einer Spanierin, die sich länger als drei Monate in Deutschland aufhält, gestützt auf das EFA Leistungen nach dem SGB II zu bewilligen sind. Der Vorbehalt, den die Bundesregierung erklärt hatte, schließe die Betroffene nicht wirksam von den Leistungen aus, weil dieser nicht gleichzeitig mit der Verkündung des SGB II mitgeteilt worden sei, sondern erst nachträglich in Reaktion auf die Rechtsprechung des Bundessozialgerichts. Bereits früher hatte das Sozialgericht Berlin den Vorbehalt für unwirksam gehalten, weil es an einem hierzu ermächtigenden Parlamentsgesetz fehle. Der Deutsche Anwaltverein (DAV) hält den Vorbehalt für völkerrechtswidrig im Sinne von Art. 19 lit. c der Wiener Vertragsrechtskonvention (WVK).
Da es sich um ein Abkommen des Europarats handelt, ist die Vorbehaltserklärung ohne Auswirkung auf Ansprüche aus dem Sozialrecht der Europäischen Union. Es ist daher auch eingewandt worden, der Vorbehalt sei im Ergebnis wirkungslos, weil sich der Anspruch von EU-Bürgern auf Gewährung von Grundsicherungsleistungen unabhängig davon, ob sie sich zum Zwecke der Arbeitssuche in Deutschland aufhielten, unmittelbar aus der Verordnung (EG) 883/2004 ergebe, die im Mai 2010 in Kraft getreten war. Diese Auffassung übersieht allerdings die Leistungslücke für Arbeitsuchende aus der EU, die entweder noch keine drei Monate in der Bundesrepublik sind oder die weniger als ein Jahr hier gearbeitet haben und seither bereits mehr als sechs Monate arbeitslos sind. Auch Letztere halten sich, solange sie ernsthaft und erfolgversprechend Arbeit suchen, zwar weiterhin legal nach Art. 14 Abs. 4 b) der Richtlinie 2004/38/EG (umgesetzt in § 2 Abs. 2 Nr. 1a) FreizügG/EU) auf, aber ohne Anspruch auf Grundsicherung nach dem SGB II, die der EuGH als Unterfall der Sozialhilfe behandelt und damit unter den Gleichbehandlungsausschluss des Art. 24 Abs. 2 Richtlinie 2004/38 fallen lässt. Der EuGH hat Art. 1 EFA in den aufgezählten rechtlichen Grundlagen zwar zitiert, aber mangels eigener Kompetenz nicht entschieden, ob das Europäische Fürsorgeabkommen diese Lücke füllt.
Außerhalb des Anwendungsbereichs der Verordnung können sich Ansprüche aus dem Diskriminierungsverbot zu Lasten von Unionsbürgern (Art. 18 i. V. m. Art. 21 des Vertrages über die Arbeitsweise der Europäischen Union – AEUV) oder aus dem Gleichbehandlungsanspruch von Arbeitnehmern (Art. 45 Abs. 2 AEUV) ergeben.

#### Beschränkung von Sozialhilfe für EU-Bürger seit 2016
Seit dem 29. Dezember 2016 erhalten EU-Bürger in Deutschland nur noch dann Sozialhilfe oder Hartz IV-Leistungen, wenn sie durch Beitragszahlungen in die deutschen Sozialsysteme Ansprüche erworben haben. Ansonsten sind EU-Bürger erst nach einem Aufenthalt von fünf Jahren in Deutschland zum Empfang von Sozialleistungen berechtigt. Gemäß der Neuregelung können EU-Bürger ohne Anspruch auf Sozialleistungen lediglich einmalig Überbrückungsleistungen beantragen, die für höchstens einen Monat den unmittelbaren Bedarf für Essen, Unterkunft, Körperpflege und medizinische Versorgung abdecken sollen. Auch ein Darlehen zur Finanzierung der Rückreise ins Heimatland ist möglich.
Staatsangehörige von EFA-Staaten, die auf Arbeitssuche sind oder deren Aufenthaltsrecht sich aus dem Verbleiberecht der Kinder ehemaliger Arbeitnehmer und ihrer Eltern aus Artikel 10 VO 492/2011 ergibt, haben weiterhin Anspruch auf die normale Hilfe zum Lebensunterhalt nach dem SGB XII; ausgenommen ist die Hilfe zur Überwindung besonderer sozialer Schwierigkeiten, die im EFA ausdrücklich ausgenommen wurde (Stand: September 2017).

### Luxemburg
Luxemburg erklärte mehrere Vorbehalte. Unter anderem behält es sich das Recht vor, das Übereinkommen, soweit es Artikel 7 betrifft, nur unter der Bedingung anzuwenden, dass die betreffende Person seit mindestens zehn Jahren ihren Wohnsitz in Luxemburg hat.

### Vereinigtes Königreich
Das Vereinigte Königreich hat folgenden Vorbehalt erklärt: Es behält sich das Recht vor, sich von der Verpflichtung nach Artikel 1 in Bezug auf jede Person zu befreien, die gemäß Artikel 7 rückgeführt werden kann, aber die angebotenen Erleichterungen für ihre Rückführung (einschließlich der kostenlosen Beförderung bis zur Grenze ihres Herkunftslandes) nicht in Anspruch nimmt.
Das Europäische Fürsorgeabkommen (European Convention on Social and Medical Assistance) hat – als Abkommen des Europarats – dort auch nach dem EU-Austritt Gültigkeit.